# Movimiento de Trabajadores y Campesinos
El Movimiento de Trabajadores y Campesinos es un partido costarricense de izquierda inscrito a escala provincial en la provincia de Limón. Formó para de la coalición Izquierda Unida constituida por todos los partidos costarricenses en el espectro de la extrema izquierda y que presentó como candidato presidencial a Humberto Vargas Carbonell del Partido Vanguardia Popular para las elecciones presidenciales de 2006, pero que no obtuvo diputados ni representantes en las municipalidades.